# Medicina Timișoara
Medicina Timișoara, pełna nazwa Clubul Sportul Studentesc Medicina Timișoara – rumuński klub szachowy z siedzibą w Timișoarze, ośmiokrotny mistrz kraju.

## Historia
Klub powstał w 1964 roku z inicjatywy rektora Instytutu Medycyny w Timișoarze, Piusa Brânzeu. Otrzymał wówczas nazwę Medicina. W 1966 roku klub zadebiutował w Divizii A, zajmując piąte miejsce. Rok później uzyskano pierwszy tytuł mistrza Rumunii. W 1972 roku drużyna kobiet zdobyła pierwszy tytuł mistrzowski, ogółem mistrzostwo kobiet CSS Medicina zdobył jedenaście razy (1972–1976, 1978, 1981–1982, 1984, 2014, 2020). W sezonie 1973 klub zajął trzecie miejsce w Divizii A open, rok później drugie, a w latach 1975–1976 zdobył mistrzostwo kraju. W sezonie 1977 zajął trzecie miejsce w lidze, a w latach 1978, 1979 i 1981 – drugie. W 1982 roku ponownie uzyskano trzecie miejsce w Divizii A. W 1983 roku klub zorganizował symultanę z udziałem Anatolija Karpowa. W latach 1986–1993 Medicina nie uczestniczyła w mistrzostwach Rumunii, w sezonie 1996 zdobyła wicemistrzostwo kraju, a w latach 1998–2003 występowała w Lidze 2. W 2002 roku klub otrzymał nazwę CS Studentesc Medicina. W 2007 roku klub zdobył drugie miejsce w Superlidze, a w kolejnym sezonie uzyskał mistrzostwo. W latach 2009–2011 zespół był trzeci w lidze, a w sezonach 2014 i 2015 wywalczył mistrzostwo. W sezonie 2016 uzyskano trzecią pozycję, a w kolejnym roku ponownie tytuł mistrzowski. Lata 2018 i 2019 zakończyły się zdobyciem tytułu wicemistrzowskiego. W 2020 roku klub zdobył ósmy tytuł mistrza Rumunii, a w sezonie 2021 – trzecie miejsce. W 2024 roku nie przystąpił do rozgrywek.
Zawodnikami klubu byli m.in. Teodor Anton, Ołeksandr Areszczenko, Ekaterina Atalık, Wołodymyr Bakłan, Gertrude Baumstark, Witalij Bednarski, Alin Berescu, Marina Brunello, Elena-Luminița Cosma, Angela Dragomirescu Baadur Dżobawa, Viktor Erdős, Laurent Fressinet, Anita Gara, Inna Haponenko, Andrei Istrățescu, Ivan Ivanišević, Zachar Jefimenko, Wasilij Jemielin, Vlad-Cristian Jianu, Ligia-Letitia Jicman, Wasilios Kotronias, Jurij Kuzubow, Suzana Makai, Marius Manolache, Mihail Marin, Jewhen Mirosznyczenko, Margareta Mureșan, Ciprian-Costică Nanu, Liviu-Dieter Nisipeanu, Daniela Nuțu, Illa Nyżnyk, Elisabeth Pähtz, Rusłan Ponomariow, Wiktorija Radewa, Dorian Rogozenko, Mihaela Sandu, Jan Smeets, Gergely-Andras-Gyula Szabo, Albert Vajda, Spartak Wysoczyn i Natalija Zdebska.